# Tom Leezer
Tom Leezer (ur. 26 grudnia 1985 w Delfcie) – holenderski kolarz szosowy, zawodnik grupy UCI ProTeams Belkin Pro Cycling Team.

## Najważniejsze osiągnięcia
2003
- 1. miejsce w mistrzostwach Holandii (do lat 19, start wspólny)

2004
- 1. miejsce na 2. etapie Cinturón a Mallorca

2007
- 1. miejsce w mistrzostwach Holandii (do lat 23, start wspólny)
- 1. miejsce na 2. etapie Olympia’s Tour
- 1. miejsce na 6. etapie Vuelta a Navarra
- 3. miejsce w Tour de Normandie
- 4. miejsce w mistrzostwach świata (do lat 23, start wspólny)

2009
- 8. miejsce w Gandawa-Wevelgem
- 3. miejsce w Driedaagse van De Panne-Koksijde

2010
- 7. miejsce w Vattenfall Cyclassics

2013
- 1. miejsce na 6. etapie Tour de Langkawi
- 3. miejsce w Tour of Hainan